# Песково (Псковская область)
Песково — деревня в Бережанской волости Островского района Псковской области.
Расположена на правом берегу реки Утроя (левый приток Великой), в 25 км к юго-западу от центра города Остров. На севере примыкает к деревне Дубки.
Численность населения деревни по состоянию на 2000 год составляла 27 человек.
До 3 июня 2010 года деревня входила в состав ныне упразднённой Рубиловской волости с центром в д. Дубки.